# Pardes Hanna-Karkur
Pardes Hanna-Karkur (en hebreu, פרדס חנה-כרכור) és un consell local del districte de Haifa d'Israel.
Karkur fou fundada el 1913 quan London Estate, una empresa jueva, en va adquirir els terrenys. L'àrea no va estar permanentment poblada fins al 1926. Un any més tard, Karkur tenia 300 habitants.
Pardes Hanna fou fundada el 1929 per l'Associació per a la Colonització Jueva de Palestina, que batejà la població en honor de Hannah Mayer Rothschild, filla de Nathan Mayer Rothschild; Pardes Hanna vol dir, de fet, l'hort de na Hannah. Durant la dècada del 1950, les viles de Tel Xalom i de Neve Efraïm van ser absorbides per Pardes Hanna.
Posteriorment, el 1969, Pardes Hanna i Karkur van ser fusionades en un únic municipi. Actualment, és el consell local més poblat d'Israel.